# 宍戸常寿
宍戸 常寿（ししど じょうじ、1974年9月 - ）は、日本の法学者。専門は憲法・情報法。東京大学大学院法学政治学研究科教授。一般社団法人ソーシャルメディア利用環境整備機構代表理事。個人情報保護委員会委員（非常勤）東京都出身。高橋和之門下。

## 略歴
- 1993年03月 - 筑波大学附属駒場高等学校卒業
- 1995年10月 - 司法試験合格
- 1997年
  - 3月 - 東京大学法学部第1類（私法コース）卒業
  - 4月 - 東京大学大学院法学政治学研究科助手
- 2000年10月 - 東京都立大学 (1949-2011)法学部助教授
- 2005年04月 - 首都大学東京都市教養学部法学系助教授
- 2006年04月 - 首都大学東京社会科学研究科法曹養成専攻助教授
- 2007年04月 - 一橋大学大学院法学研究科准教授
- 2010年04月 - 東京大学大学院法学政治学研究科准教授
- 2013年10月 - 同教授[1]
- 2017年04月 - 東京大学新聞 理事長
- 2020年04月 - 一般社団法人ソーシャルメディア利用環境整備機構代表理事
- 2021年04月 - 東京大学新聞 理事長退任 編集諮問委員就任
- 2022年04月 - 新型コロナウイルス感染症対応に関する有識者会議構成員[2]
- 2025年01月 - 個人情報保護委員会委員（非常勤）[3]
- 2025年04月 - 東京大学大学院法学政治学研究科附属 法・政治デザインセンター センター長

## 著作

### 単著
- 『憲法裁判権の動態』（弘文堂、2005年）ISBN 978-4-335303319
- 『憲法 解釈論の応用と展開』（日本評論社、初版、2011年／第2版、2014年）ISBN 978-4-535518117

### 共著
- （安西文雄・青井未帆・淺野博宣・岩切紀史・齊藤愛・佐々木弘通・林知更・巻美矢紀・南野森）『憲法学の現代的論点』（有斐閣、2006年）ISBN 4-641-12989-4
- （LS憲法研究会・棟居快行・工藤達朗・小山剛・赤坂正浩・石川健治・内野正幸・大沢秀介・大津浩・駒村圭吾・笹田栄司・鈴木秀美・畑尻剛・宮地基・村田尚紀・矢島基美・山元一）『プロセス演習憲法〔第3版〕』（信山社、2007年）ISBN 978-4-7972-2487-0
- （安西文雄・青井未帆・淺野博宣・岩切紀史・木村草太・小島慎司・齊藤愛・佐々木弘通・林知更・巻美矢紀・南野森）『憲法学の現代的論点〔第2版〕』（有斐閣、2009年）ISBN 978-4-641-13042-5
- （安念潤司・青井未帆・山本龍彦・小山剛）『論点 日本国憲法』（東京法令出版、2010年）
- （池田真朗・小林明彦・辰井聡子・藤井康子・山田文）『判例学習のAtoZ』（有斐閣、2010年）
- （高橋和之・安西文雄・佐々木弘通・毛利透・淺野博宣・巻美矢紀）『ケースブック憲法』（有斐閣、2010年）
- （安西文雄・巻美矢紀）『憲法学読本』（有斐閣、2011年）
- （淺野博宣・尾形健・小島慎司・曽我部真裕・中林暁生・山本龍彦）『判例プラクティス憲法』（信山社、2012年）
- （安岡寛道・曽根原登）『ビッグデータ時代のライフログ―ICT社会の“人の記憶”』（東洋経済新報社、2012年）
- （渡邉康行・松本和彦・工藤達朗）『憲法Ⅰ　基本権』（日本評論社、2016年/第二版、2023年）
- （渡邉康行・松本和彦・工藤達朗）『憲法Ⅱ　総論・統治』（日本評論社、2020年）

### 論文
- 「公共放送の『役割』と『制度』」（ダニエル・フット・長谷部恭男編『超える境 融ける法4』東京大学出版会、2005年）141-164頁
- 「法秩序における憲法」（安西文雄ほか『憲法学の現代的論点』有斐閣、2006年）29-58頁
- 「憲法上の権利の解釈枠組み」（安西文雄ほか『憲法学の現代的論点』有斐閣、2006年）203-231頁

### 判例評釈
- 「名誉毀損と事前差止め」（最大判昭和61年6月11日民集40巻4号872頁、メディア判例百選148-149頁、2005年）
- 「青少年保護育成条例による淫行禁止」（最大判昭和60年10月23日刑集39巻6号413頁、地方自治判例百選56-57頁、2003年）
- 「国家賠償責任の免除・制限と憲法17条」（最大判平成14年9月11日民集56巻7号1439頁、憲法判例百選292-293頁、2007年）
- 「国会議員が国会の質疑等の中でした発言と国家賠償請求」（最大判平成9年9月9日民集51巻8号3850頁、法学協会雑誌116（4・199）681-696頁）